# Юстинівка
Юсти́нівка —  село в Україні, у Підгаєцькій міській громаді, Тернопільського району Тернопільської області. Розташоване на річці Коропець, на півдні району. До 2020 року адміністративний центр колишньої однойменної сільради. До 1990 року належало до Бережанського району. 
Населення — 250 осіб (2018).

## Історія
Засноване наприкінці XVIII ст.
Діяли «Просвіта», «Рідна школа» та інші товариства, кооператива.
У вересні 1945 поблизу Юстинівки загинуло 22 вояки УПА. (джерело ?).
4 жовтня 1944 року відбувся бій відділу УПА кількістю 64 чоловік з совєцькою військовою групою кількістю біля 700 осіб. 
Підрозділ УПА розділився на дві групи невстановленої кількості. Одна вийшла з оточення, а інша прийняла бій. В результаті бійці другої групи, за винятком двох осіб,  загинули в нерівному бою.
14 жовтня 1944 року у Юстинівку прибула совєтська військова група кількістю 220 осіб, котра забрала з собою 13 мешканців села .
12 червня 2020 року, відповідно до розпорядження Кабінету Міністрів України № 724-р «Про визначення адміністративних центрів та затвердження територій територіальних громад Тернопільської області» увійшло до складу Підгаєцької міської громади.
19 липня 2020 року, в результаті адміністративно-територіальної реформи та ліквідації Підгаєцького району, село увійшло до складу Тернопільського району.

## Пам'ятки
Є церква святого архістратига Михаїла (1874, мурована, УГКЦ).
Насипано могилу на місці поховання вояків УПА (1989).

## Соціальна сфера
Працюють клуб, бібліотека, ФАП, ТОВ «Юстинівське», торговельний заклад.

## Відомі люди

### Народилися
- Михайло Брик  (1941–2006) — український вчений, професор, доктор хімічних наук, Заслужений діяч науки і техніки України (2005)
- Ярослав Вишиваний. (1935–2008) — український композитор, диригент, викладач, кандидат філологічних наук, письменник.

## Галерея

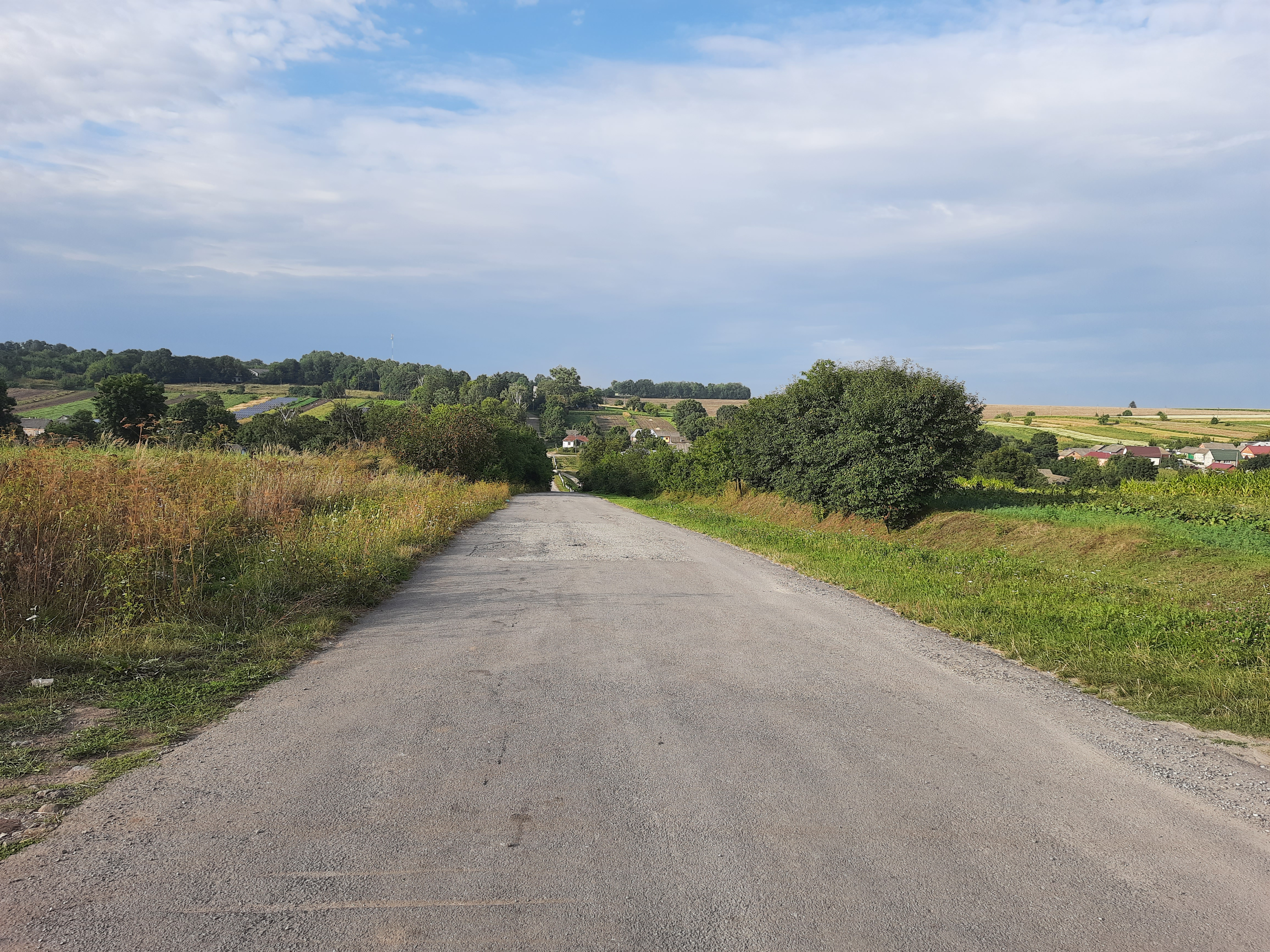
Дорога в село
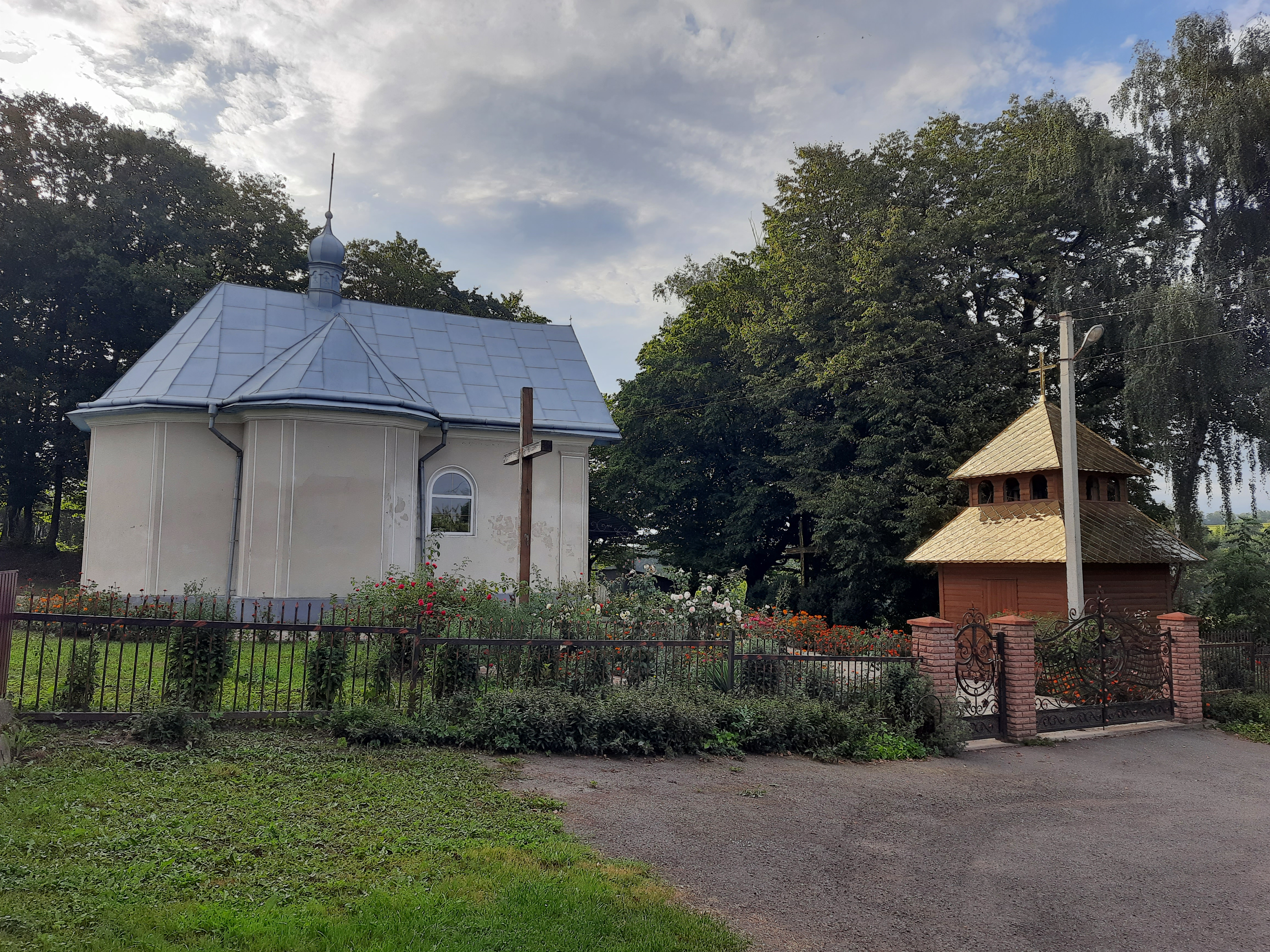
Церква Святого Михаїла
Церква Святого Михаїла
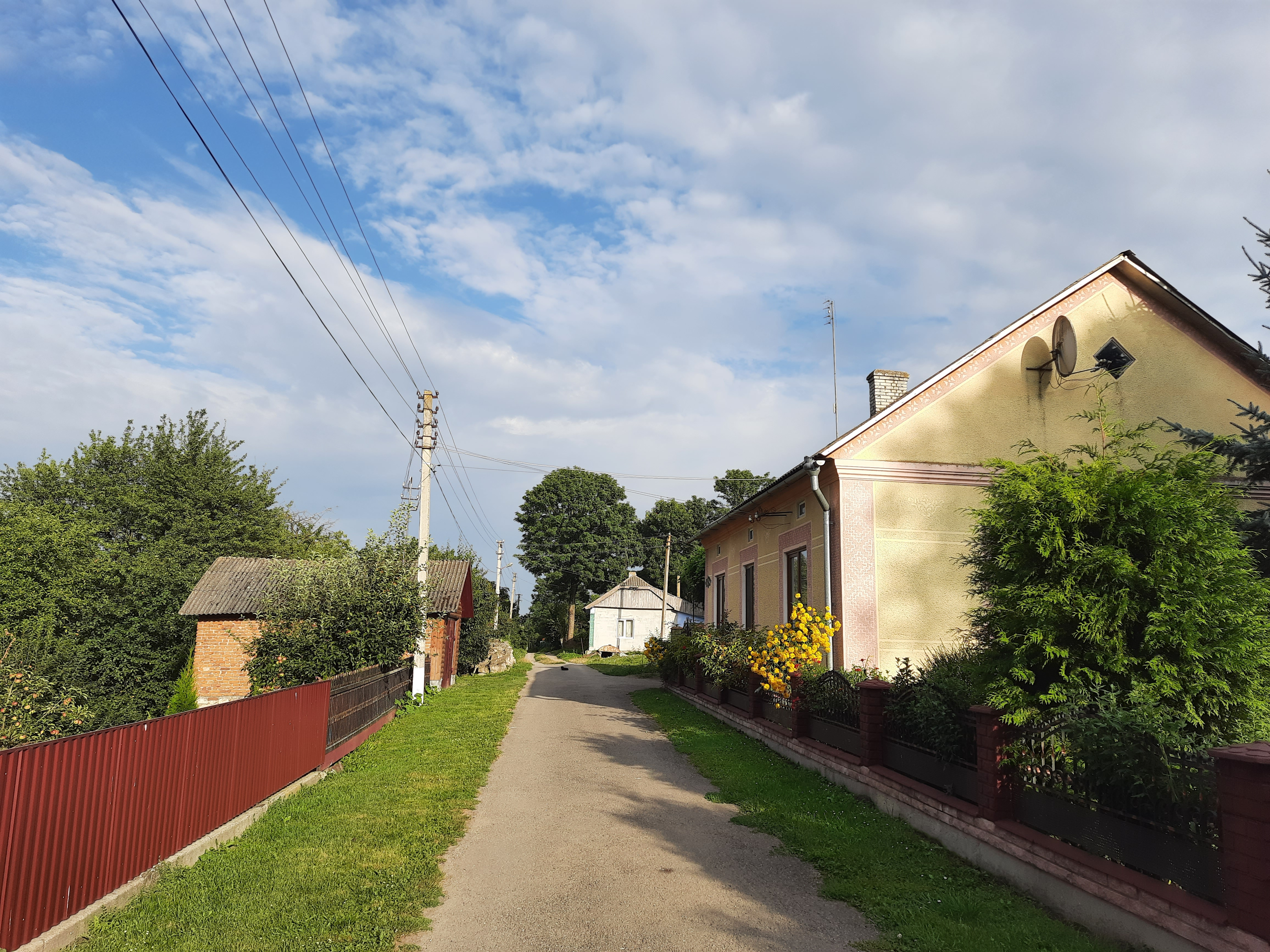
Сільська вулиця
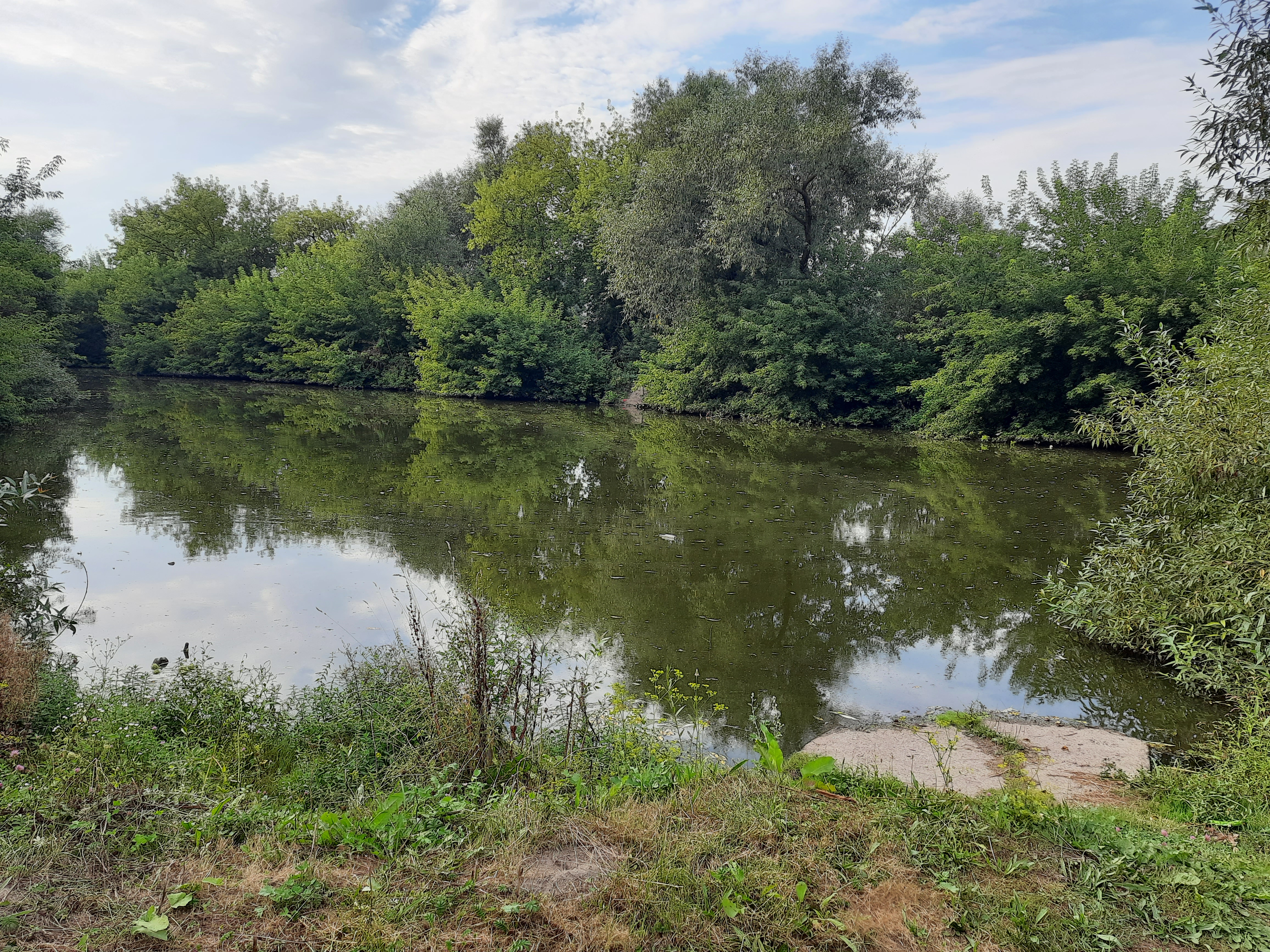
Став біля села